# Robert Kirchner

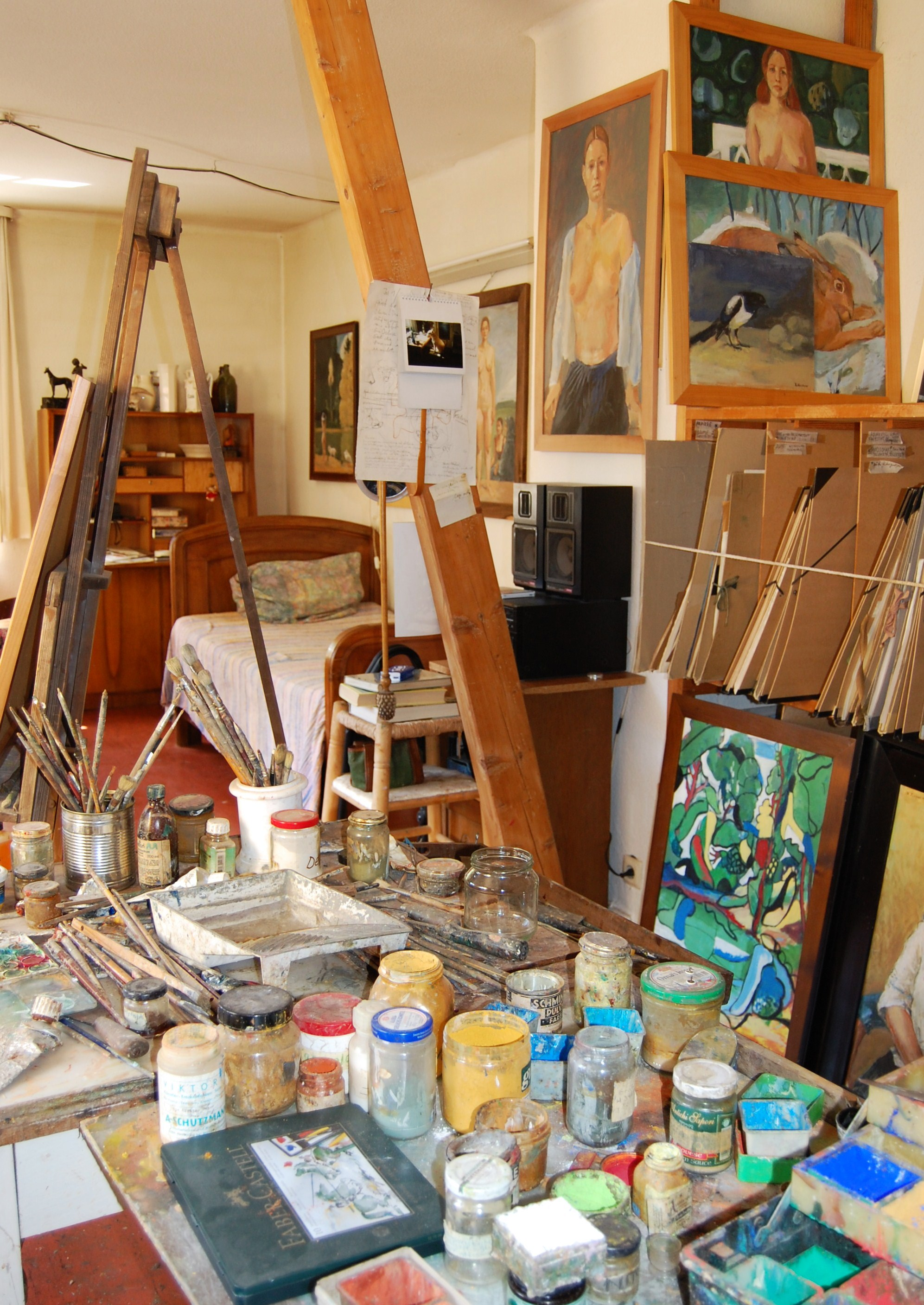
Blick ins Atelier des 2009 verstorbenen Malers Robert Kirchner (2012)

Robert Kirchner (* 21. Juli 1940 in Bad Kissingen; † 14. Oktober 2009 ebenda) war ein deutscher Maler, Grafiker und Lithograf sowie Holzbildhauer.

## Leben
Schon als Kind wollte Kirchner Maler werden. Doch sein Vater Josef Kirchner (1897–1965), Schreinermeister und Holzbildhauer in Bad Kissingen, Schöpfer der Michaelsfigur der Bildeiche bei Albertshausen, erlaubte ihm die Malerei als „brotlose Kunst“ nicht – allenfalls die Holzschnitzkunst. So erlernte Sohn Robert noch beim Vater die Schnitzerei und entwickelte im Laufe der Jahrzehnte tatsächlich eine solche Fertigkeit, dass er später auch Riemenschneider-Figuren kopierte.
Als Jugendlicher verließ Kirchner Bad Kissingen nach der 10. Gymnasialklasse und setzte sich nach Paris ab. Dort suchte er Anschluss bei jungen Künstlern und besuchte auch Kurse an einer bekannten Kunstschule. Die Sehnsucht trieb den Heimatverbundenen allerdings bald wieder zurück ins Elternhaus. Von hier aus ging Kirchner zunächst zu Kursen an der Kunst- und Handwerkerschule in Würzburg. Später studierte er an der Akademie der Bildenden Künste in Nürnberg, danach an der Städelschule in Frankfurt am Main.
Der vielfach begabte Künstler lebte und arbeitete freischaffend bis zu seinem Tod zurückgezogen in seinem Elternhaus in Bad Kissingen. Seit 1965 gehörte er zum Kreis um die Fachzeitschrift Illustration 63, später Edition Curt Viesel, in Memmingen und wurde in seinen jungen Jahren vom Herausgeber sehr gefördert.
Schwergewicht seiner Arbeit waren die Akt- und Porträtmalerei in Öl und Aquarell. Seine Freude an der Rhöner Natur brachte ihn aber auch zur Landschaftsmalerei und zu Stillleben. Als Grafiker gehörten Illustrationen zu Werken der klassischen Weltliteratur wie Homers Odyssee, Hoheslied Salomos, Daniel Defoes Robinson Crusoe oder Goethes Reineke Fuchs und West-östlicher Divan (1969) sowie Vergils Bucolica (1965) zu seiner Spezialität. Die von ihm als 25-Jährigem im Selbstverlag in 98 Exemplaren veröffentlichte Bucolica – die Gestaltung des Textes, des Einbandes sowie den Druck der Lithografien besorgte Kirchner selbst – wurde 1974 ebenfalls von ihm als Faksimile-Ausgabe in einer limitierten Auflage von 1.300 Exemplaren auf 28 Blatt 230 Gramm-Velin-Büttenkarton erneut produziert sowie einzeln von Kirchner handsigniert und von der Gesellschaft der Bibliophilen als deren letzter buchkünstlerischer Druck und Geschenk an die eigenen Mitglieder herausgegeben.
Im Laufe der Jahre machte sich Kirchner auch als Lithograf bundesweit einen Namen, so dass auch bekanntere Kollegen wie Helmut Andreas Paul Grieshaber Werke bei ihm drucken ließen. Kirchner besaß und produzierte seine Lithografien sowohl auf einer kleineren als auch auf einer großen – 4,30 Meter lang, 2,50 Meter breit und 1,90 Meter hoch –, 1911 von der Maschinenfabrik Faber & Schleicher in Offenbach am Main gebauten und fünf Tonnen schweren Steindruck-Schnellpresse „Bert(h)a“. Die Presse war ursprünglich für Karl Dietschi, Keramikdekor-Drucker in Nürnberg, gebaut worden. Kirchner verkaufte sie 1997 an den Gernsheimer Sammler und Grafiker Mario Derra (* 1954).
Ausstellungen von Kirchners Werken gab es nur wenige, da der Künstler daran kein Interesse hatte. Wenige Galerien präsentierten Werke von ihm, darunter die Würzburger Galerie am Grasholz, da deren Inhaber mit Kirchner befreundet war. Er verließ nur ungern sein Haus, doch waren ihm dort Gäste jederzeit willkommen. Kirchner war sehr belesen, interessierte sich für die Grundlagen der Kunst, für Kunstgeschichte und Philosophie und tauschte sich mit Philosophen und Theologen aus. Als Naturliebhaber war Kirchner auch Tierfreund. Auf seinem Privatgrundstück züchtete der begeisterte Reiter selbst Pferde und besaß zeitweilig über 20 Tiere.
Kirchner war verheiratet mit Ehefrau Hildegard, die als beamtete Kunsterzieherin am Jack-Steinberger-Gymnasium in Bad Kissingen vorwiegend den Lebensunterhalt bestritt. Ruhm und Geld hatten für Kirchner keine Bedeutung. Er starb mit 69 Jahren an den Folgen mehrerer Herzinfarkte.
Drei Jahre nach seinem Tod veranstaltete seine Witwe, die auch in gemeinsamen Ehejahren immer die Initiative für Ausstellungen ergreifen musste, im Mai/Juni 2012 im Wohnhaus eine letzte private Atelier-Ausstellung, bevor der Nachlass an Museen oder Galerien abgegeben werden sollte. Zwanzig Jahre zuvor hatte es die letzte Einzelausstellung gegeben.
Unter dem Titel „Robert Kirchner – Ein Klassiker der Moderne aus der Rhön“ veranstaltet die Kunsthalle Schweinfurt vom 17. Juli 2015 bis 6. September 2015 eine umfassende Werkschau.

## Werke
- 17 Lithografien zu Vergils Bucolica in der Übersetzung von Theodor Haecker, 98 nummerierte u. handsignierte Exemplare, Selbstverlag, Bad Kissingen 1965; - Neuauflage: 1.300 handsignierte Exemplare, Gesellschaft der Bibliophilen, 1974
- 21 Lithografien, davon eine farbig, zu Hoheslied Salomos in der Übersetzung von Martin Luther, Edition Curt Viesel, Memmingen 1968
- 15 Lithografien zu Hugo von Hofmannsthals Reitergeschichte, 100 nummerierte u. handsignierte Exemplare, Edition Curt Viesel, Memmingen 1977
- Blumen-Suite; fünf Farblithographien, Galerie am Grasholz, Graphik der Gegenwart, Band 48, Verlag Küfner, 1981
- Illustrationen zu Charles Sealsfields Prärie am Jacinto, Arena-Verlag, Würzburg 1968